# Yogetor bellus
Yogetor bellus là một loài nhện trong họ Salticidae.
Loài này thuộc chi Yogetor. Yogetor bellus được Wanda Wesołowska & Anthony Russell-Smith miêu tả năm 2000.